# Joaquim Mattoso Câmara Júnior

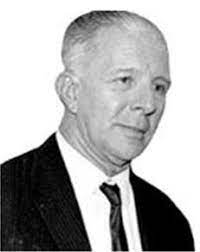
Joaquim Mattoso Câmara Júnior

Joaquim Mattoso Câmara Júnior (* 13. April 1904 in Rio de Janeiro; † 4. Februar 1970 ebenda) war ein brasilianischer Romanist, Lusitanist und Linguist.

## Leben und Werk
Câmara studierte Architektur, später Rechtswissenschaft, unterrichtete aber ab 1928 Portugiesisch und Latein am Colégio Pedro II und anderswo. 1937 studierte er an der Universidade Federal do Rio de Janeiro bei Georges Millardet mit Abschluss in Lateinischer und Romanischer Philologie. Ab 1938 lehrte er Linguistik an der gleichen Universität. Von 1943 bis 1944 studierte er mit einem Rockefeller-Stipendium an der Columbia University in New York (bei Louis Herbert Gray, Roman Jakobson und Giuliano Bonfante) und lernte an der Yale University auch Leonard Bloomfield kennen. Er war Gründungsmitglied des Linguistic Circle of New York (später International Linguistic Association).
Câmara wurde 1949 an der Faculdade Nacional de Filosofia in Rio de Janeiro promoviert mit der Arbeit Para o estudo da fonêmica portuguesa (Rio de Janeiro 1953, zuletzt 2008) und 1952 habilitiert mit der Schrift Contribuição para uma estilística da língua portuguesa (Rio de Janeiro 1952, zuletzt 2004). Câmara war in Brasilien der Pionier der modernen strukturellen Linguistik, erreichte aber nicht die Einrichtung eines Lehrstuhls für Linguistik und starb als Extraordinarius (Professor adjunto) seiner Universität. Er lehrte auch an der Universidade Santa Úrsula, an der Universidade Católica de Petrópolis und an der Päpstlichen Katholischen Universität von Rio de Janeiro.
Câmara war Gründungsmitglied der Academia Brasileira de Filologia (1944), Korrespondierendes Mitglied der Academia de Ciências de Lisboa und Präsident der Asociación de Lingüística y Filología de América Latina.

## Werke
- Princípios de linguística geral, Rio de Janeiro 1941, 1942, 1954, 1959, 1964, 1980 (das erste Buch der modernen Linguistik in portugiesischer Sprache)
- Manual de expressão oral e escrita, Rio de Janeiro 1953 (zahlreiche Auflagen)
- (Übersetzer) Edward Sapir, A linguagem. Introdução ao estudo da fala, Rio de Janeiro 1954 (Übersetzung angefertigt 1938)
- Uma forma verbal portuguêsa. Estudo estilístico-gramatical, Rio de Janeiro 1956
  - A forma verbal portuguêsa em –ria, Georgetown University, Washington DC 1967
- Dicionário de fatos gramaticais, Rio de Janeiro 1956 (1. Auflage)
  - Dicionário de filologia e gramática referente à língua portuguêsa,  Rio de Janeiro 1964 (2. bis 6. Auflage)
  - Dicionário de linguística e gramática, Petrópolis 1977 (7. und zahlreiche weitere Auflagen)
- Manual de transcrição fonética, Rio de Janeiro 1957
- A obra lingüística de Curt Nimuendaju, Rio de Janeiro 1959  (27 Seiten, über Curt Unckel)
- Ensaios machadianos. Lingua e estilo, Rio de Janeiro 1962, 1977
- Europäische Sprachen in Übersee. Das brasilianische Portugiesisch, in: Archiv für das Studium der neueren Sprachen und Literaturen 200, 1963, S. 321–37 (Vortrag an der Universität Bonn 1963)
- Introdução às línguas indígenas brasileiras, Rio de Janeiro 1965, 1977
- Estrutura da língua portuguesa, Petrópolis 1970, Rio de Janeiro 1971 (zahlreiche Auflagen)
- Problemas de linguística descritiva, Rio de Janeiro 1970 (zahlreiche Auflagen)
- História e estrutura da língua portuguesa, Rio de Janeiro 1972, 1976, 1979 (englisch: The Portuguese Language, Chicago 1972)
- História da Linguística, Rio de Janeiro 1975, 1985, 2006 (zuerst englisch 1962)